# Charles Oman (historien)
Pour les articles homonymes, voir Charles Oman.
Charles Oman, né le 12 janvier 1860 et mort le 23 juin 1946, est un historien militaire britannique.  Il a joué un rôle précurseur dans la reconstitution graphique des champs de bataille du passé à partir des infirmations fragmentaires et partisanes des témoignages d'époque. Ses interprétations ont fait l'objet d'âpres débats depuis : témoin son interprétation de la victoire britannique sur l'armée napoléonienne, due selon lui uniquement à une puissance de feu supérieure, et contredite entre autres par Paddy Griffith (en).

## Biographie
Oman est le fils d'un planteur du district de Muzaffarpur, en Inde. Il fit ses études secondaires à Winchester College puis étudia à l'Université d'Oxford, où il suivit les cours de William Stubbs. En 1881, il fut élu Fellow d'All Souls College, où il effectua toute sa carrière. Il obtint la chaire Chichele d'histoire moderne à Oxford en 1905, où il succédait à Montagu Burrows (en). Élu la même année à la British Academy, il fut président de la Royal Historical Society (1917–1921), de la Numismatic Society et du Royal Archaeological Institute.
Au cours de la Première guerre mondiale, il travailla pour le service d'information des armées et le Foreign Office.
Il fut député conservateur à la chambre des communes du Royaume-Uni de 1919 à 1935, et fut anobli en 1920.

## Ouvrages
- The Art of War in the Middle Ages (1885)
- The Anglo-Norman and Angevin Administrative System (1100–1265), dans Essays Introductory to the Study of English Constitutional History (1887)
- A History of Greece From the Earliest Times to the Death of Alexander the Great (1888)
- Warwick the Kingmaker (1891)
- The Story of the Byzantine Empire (1892)
- The Dark Ages 476–918 (1893)
- A History of England (1895)
- A History of the Art of War in the Middle Ages, Volume 1 : A.D. 378–1278 (1898)
- A History of the Art of War in the Middle Ages, Volume 2 : A.D. 1278–1485 (1898)
- Alfred as a Warrior, dans Alfred The Great (1899)
- Reign of George VI, 1900-1925. A Forecast Written in the Year 1763 (préface et notes) (1763)
- England in the Nineteenth Century (1900)
- History of the Peninsular War, 7 volumes (de 1902 à 1930)
- Seven Roman Statesmen of the Later Roman Republic (1902)
- The Peninsular War, 1808–14 (1906)
- The Hundred Days, 1815 (1906)
- The Great Revolt of 1381 (1906)
- The History of England from the Accession of Richard II. to the Death of Richard III. (1377–1485) (1906)
- A History of England Before the Norman Conquest (1910)
- Wellington's Army, 1809–1814 (1912)
- The Outbreak of the War of 1914–18: A Narrative Based Mainly on British Official Documents (1919)
- The Unfortunate Colonel Despard & Other Studies (1922)
- British Castles (1926)
- Studies in the Napoleonic Wars (1929)
- The Coinage of England (1931)
- Things I Have Seen (1933)
- A History of the Art of War in the Sixteenth century (1937)
- The Sixteenth century (1937)
- On the Writing of History (1939)
- Memories of Victorian Oxford and of Some Early Years (1941)
- The Lyons Mail (1945)